# Bayrisches Platzl

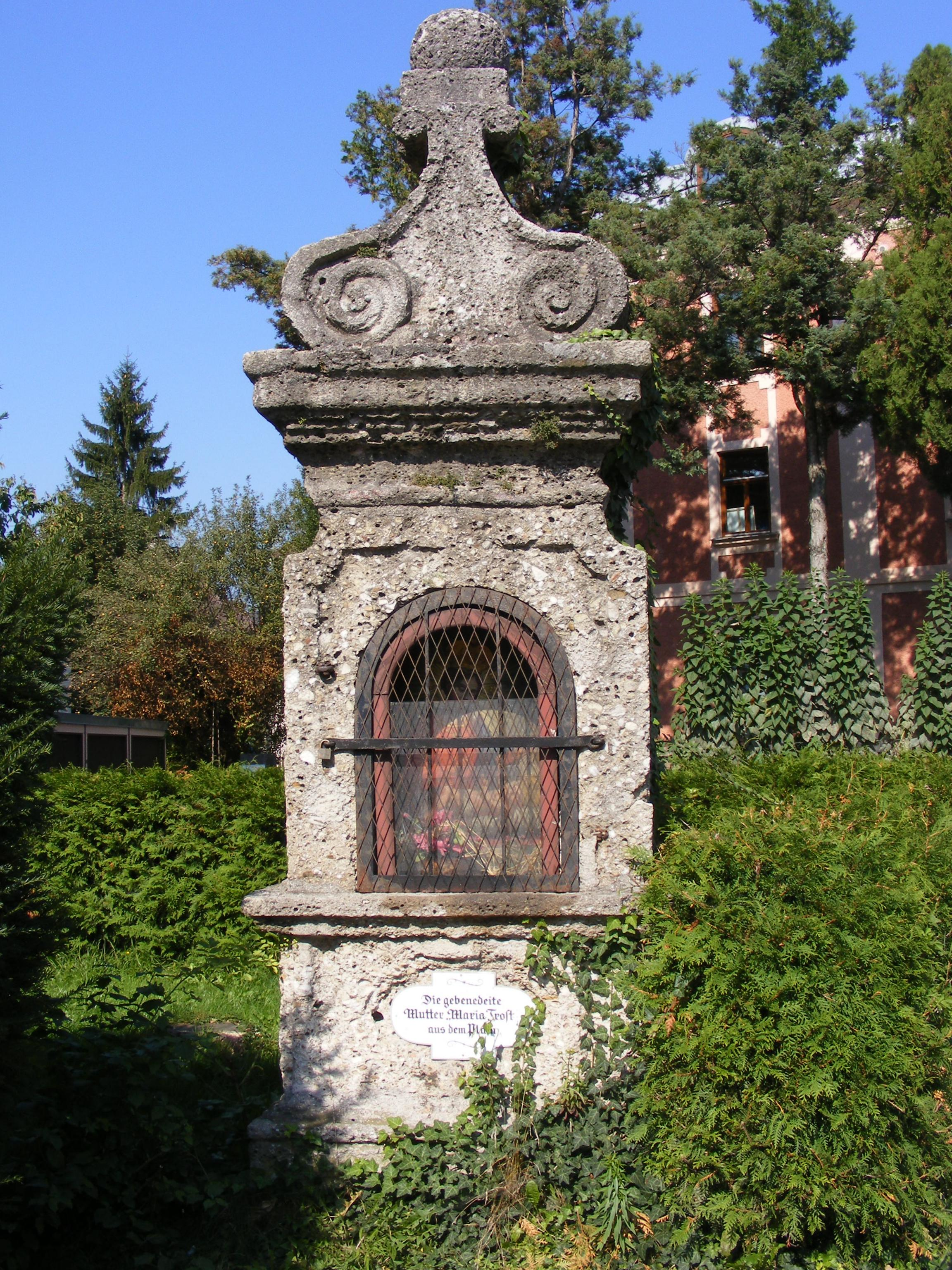
Bildstock am Bayerischen Platzl

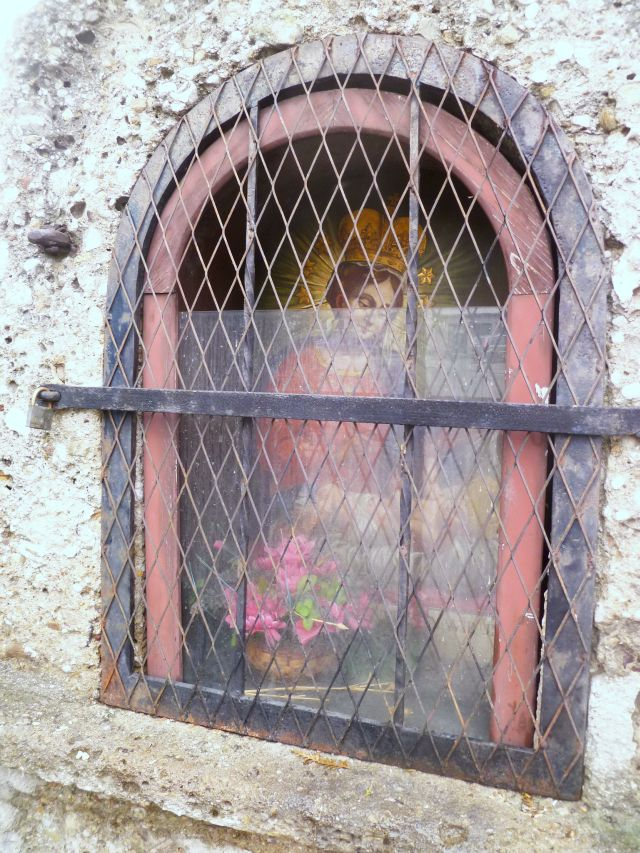
Bayrisches Platzl: Marienbild

Das Bayrische Platzl ist kein Platz im städtebaulichen Sinne, sondern erinnert an einen gleichnamigen Flurnamen und befindet sich in der Elisabeth-Vorstadt von Salzburg an der Ecke Plainstraße und Bayrisch-Platzl-Straße. Die Stelle hatte vom 16. bis ins 19. Jahrhundert angeblich für Vertreter der bayerischen Herzöge eine rechtliche Bedeutung, die in dieser Zeit von bayrischer Seite aber nie wirklich beansprucht worden ist.
Am heute dicht bebauten Ort mitten in der Stadt befindet sich seit dem späten 18. Jahrhundert ein Bildstock, der eine Kopie des Gnadenbildes aus der Wallfahrtskirche Maria Plain enthält.

## Geschichte
Ursprünglich war dieser Bildstock aus dem späten 18. Jahrhundert vor den Toren der Stadt auf freiem Felde errichtet worden und stellte ein angebliches Reichsaltertum dar. Er markierte eine angebliche Freistätte der Bayernherzöge oder ihrer Gesandten. Laut einer Urkunde von 1594 kommt dem Ort folgende angebliche Bedeutung zu:

„Es ligt ain unangebauter Grundt Im Erzstifft, nebst bey Salzburg, der Rättenpach genannt, der solle also unangepaut sein, und in mittel des grundts, eingegrabene Seilen (Säule) mit einer umbdrehenden Höfft haben, daran man einen Schlagenden Gaul höfften khan, und dannacht ohne Schaden des Gauls, auf den unangepauten grundt, zwayundsibenzigkh gerüsste Pferdt halten khan.“

An dem Bildstock war bzw. ist ein Ring zu sehen, an den man einen „schlagenden Gaul höfften“ (anbinden) könnte. In der Folge wird im Dokument angeblich ausgesagt, dass dem bayerischen Herzog das Recht zukomme, mit 72 Reitern vor die Tore der Stadt Salzburg zu ziehen, um dort eine „malefizische“ (todeswürdige) Person einzufordern, die ihm dann am Bayrischen Platzl zu übergeben sei. Der Ort wurde 1694 angeblich als Herzogschranne bezeichnet, wobei ein Bezug zu einer Schranne (= Gerichtsstätte) nicht erkennbar wird.
Dieses angebliche Recht wurde u. a. von dem Salzburger Rechtsgelehrten und Archivar Johann Franz Thaddäus von Kleimayrn in seiner 1770 erschienenen Schrift Unparteiische Abhandlung von dem Staate des hohen Erzstiftes Salzburg und dessen Grundverfassung zur rechtlich und geschichtsmäßigen Prüfung des sogenannten juris regii der Herzoge in Bayern zu widerlegen versucht, ein solches Recht wäre als „kecke Verletzung der salzburgischen Souveränitätsrechte“ zu kennzeichnen. Da Salzburg im Zuge der napoleonischen Kriege als Salzburgkreis zwischen 1810 und 1816 dem Königreich Bayern zugeschlagen wurde, war dieses angebliche und zudem in der gesamten Neuzeit von bayrischer Seite nie beanspruchte Recht ohnedies erledigt.
Der dortige Bildstock aus dem späten 18. Jahrhundert zeigt eine Kopie des Gnadenbildes von Maria Plain. Er ist Teil eines Wallfahrtsweges nach Maria Plain und zählt zu den Geheimnissäulen. Seit 1935 ist die zur Salzach zum Josef-Mayburger-Kai führende Straße als Bayrisch-Platzl-Straße benannt.

## Nachweise
- Bayrisches Platzl. In: Salzburger Nachrichten: Salzburgwiki.
- Bayrisch-Platzl-Straße. In: Salzburger Nachrichten: Salzburgwiki.

Koordinaten: 47° 49′ 4,44″ N, 13° 2′ 26,52″ O